# Liste der Arbeitslager in Yunnan
Umerziehung durch Arbeit ist ein System von Arbeitslagern in der Volksrepublik China.
Diese Liste führt solche Arbeitslager in der Provinz Yunnan auf.
| Bezeichnung                                            | Unternehmensbezeichnung                                                               | Stadt/Kreis | Dorf/Stadt/Distrikt | Gründungsjahr | Bemerkungen                                     |
| ------------------------------------------------------ | ------------------------------------------------------------------------------------- | ----------- | ------------------- | ------------- | ----------------------------------------------- |
| Umerziehung durch Arbeit Anning                        | Farm Anning Bajie                                                                     | Anning      | Bajie               |               |                                                 |
| Umerziehung durch Arbeit Dali                          |                                                                                       | Dali        | Tianjingshan        | 1992          | Ehemalige Drogenstraftäter gehören zum Personal |
| Umerziehung durch Arbeit Präfektur Dehong              |                                                                                       | Dehong      |                     | 1993          |                                                 |
| Drogentherapiezentrum Kunming                          |                                                                                       | Kunming     |                     |               |                                                 |
| Umerziehung durch Arbeit Mojiang                       |                                                                                       | Mojiang     |                     |               |                                                 |
| Provinzial-Umerziehung durch Arbeit Nr. 2              |                                                                                       | Chuxiong    | Renxing, Lufeng     | 1951          |                                                 |
| Provinzial-Umerziehung durch Arbeit Nr. 3              | Subtropische Gartenbaufarm Mosha; Lebensmittelfabrik; Getränke; Brauner-Zucker-Fabrik | Xinping     | Mosha               | 1956          |                                                 |
| Umerziehung durch Arbeit Stadt Qujing                  | Textilfabrik Yinsheng                                                                 | Qujing      | Qilin               | 2000          |                                                 |
| Drogentherapie-Umerziehung durch Arbeit Provinz Yunnan |                                                                                       |             |                     | 2002          |                                                 |
| Provinzial-Umerziehung durch Arbeit der Frauen         |                                                                                       | Kunming     | Dabanqiao, Gundu    | 1996          |                                                 |

## Quelle
- Laogai Handbook (2007–2008). (PDF; 3,5 MB) The Laogai Research Foundation, 2008, abgerufen am 10. Januar 2011.